# Gerhard Botz (Historiker)
Gerhard Botz (* 14. März 1941 in Schärding) ist ein österreichischer Historiker.

## Leben
Gerhard Botz studierte an der Universität Wien Biologie, Geographie und Geschichte und wurde 1967 mit einer zeitgeschichtlichen Dissertation über politische Gewalttaten zum Dr. phil. promoviert; seine Arbeit wurde durch Ludwig Jedlicka und Erich Zöllner betreut. Er absolvierte 1962/63 den 1. Jahrgang der Filmschule an der Akademie für Musik und darstellende Kunst in Wien.
Von 1968 bis 1979 war er Assistent an der Hochschule für Wirtschafts- und Sozialwissenschaften (ab 1975 Johannes-Kepler-Universität) in Linz. 1979 wurde er für Neuere Geschichte und Zeitgeschichte habilitiert und 1980 als Ordentlicher Univ.-Professor für Österreichische Geschichte mit besonderer Berücksichtigung der Zeitgeschichte an die Universität Salzburg berufen. Dort entwickelte er die von ihm gegründeten jährlichen Septemberkurse für quantitative historische Methoden (seit 1978) und Oral History (seit 1985) weiter zur internationalen „Erasmus Summer School New Methods in History“ (bis 1993). Von 1997 bis 2009, dem Jahr seiner Emeritierung, war er ordentlicher Universitätsprofessor für Zeitgeschichte an der Universität Wien.
Botz gründete 1982 das seither von ihm geleitete „Ludwig Boltzmann-Institut für Historische Sozialwissenschaft“ unter der Trägerschaft der Ludwig Boltzmann Gesellschaft. Er war Alexander-von-Humboldt-Stipendiat in Bochum und Berlin und lehrte als Gastprofessor in Minneapolis, Stanford und Paris.
Gerhard Botz gilt als Kenner der Zeit des Nationalsozialismus in Österreich. In seinen Werken hat er sich insbesondere mit dem „Anschluss“ Österreichs 1938 und mit dem Thema der Judendeportationen aus Wien beschäftigt. Außerdem hat er verschiedene Schriften zu Fragen der österreichischen Zeitgeschichte und zum Thema Gewalt in der Politik verfasst.
Er ist (Mit-)Herausgeber der Studien zur Historischen Sozialwissenschaft (31 Bände seit 1982) und der Zeitschrift BIOS.
2012 wurde er mit dem Willy und Helga Verkauf-Verlon Preis ausgezeichnet.

## Schriften (Auswahl)
- Die Eingliederung Österreichs in das Deutsche Reich. Planung und Verwirklichung des politisch-administrativen Anschlusses (1938–1940). Wien 1972/1988, ISBN 3-203-50426-X.
- Wohnungspolitik und Judendeportation in Wien 1938–1945. Wien 1975, OBV.
- Gewalt in der Politik. München 1976/1983, ISBN 3-7705-1295-2. (Zugleich: Dissertation, Universität Wien, Wien 1966 unter dem Titel: Beiträge zur Geschichte der politischen Gewalttaten in Österreich 1918 bis 1933).
- mit Gerfried Brandstetter und Michael Pollak: Im Schatten der Arbeiterbewegung. Zur Geschichte des Anarchismus in Österreich und Deutschland. Schriftenreihe des Ludwig-Boltzmann-Instituts für Geschichte der Arbeiterbewegung, Band 6, ZDB-ID 185006-4. Europa-Verlag, Wien 1977, ISBN 3-203-50628-9.
- Wien vom „Anschluss“ zum Krieg. Nationalsozialistische Machtübernahme und politisch-soziale Umgestaltung am Beispiel der Stadt Wien 1938/39. Wien 1978/1980, ISBN 3-7141-6544-4.
  - 2. überarbeitete Auflage 2018, ISBN 978-3-854-76564-6
- mit Margareta Glas-Larsson (Hrsg.): Ich will reden. Tragik und Banalität des Überlebens in Theresienstadt und Auschwitz. Wien 1981, ISBN 3-217-01186-4.
- mit Ivar Oxaal (Hrsg.): Jews, Antisemitism and Culture in Vienna. London, 1987. (Deutsch: Eine zerstörte Kultur. Jüdisches Leben und Antisemitismus in Wien seit dem 19. Jahrhundert. Obermayer, Buchloe 1990, ISBN 3-9800919-6-1, Wien 2002, ISBN 3-7076-0140-4).
- Krisenzonen einer Demokratie. Gewalt, Streik und Konfliktunterdrückung in Österreich seit 1918. Campus-Verlag, Frankfurt am Main 1987, ISBN 3-593-33884-X.
- Nationalsozialismus in Wien. Machtübernahme, Herrschaftssicherung, Radikalisierung 1938/39. Wien 1988/2008/2011, ISBN 978-3-85476-252-2.
  - überarbeitete und ergänzte Auflage 2018, Mandelbaum Verlag, ISBN 978-3854765646.
- (Hrsg.): „Qualität und Quantität“. Zur Praxis der Methoden der historischen Sozialwissenschaft. Campus-Verlag, Frankfurt am Main (u. a.) 1988, ISBN 3-593-33880-7.
- (Hrsg.): Kontroversen um Österreichs Zeitgeschichte. Verdrängte Vergangenheit, Österreich-Identität, Waldheim und die Historiker. Zweite, erweiterte Auflage. Studien zur historischen Sozialwissenschaft, Band 13, ZDB-ID 1019043-0. Campus-Verlag, Frankfurt am Main (u. a.) 2008, ISBN 3-593-38120-6.
- (Hrsg.): Schweigen und Reden einer Generation. Erinnerungsgespräche mit Opfern, Tätern und Mitläufern des Nationalsozialismus. Zweite, erweiterte Auflage. Mandelbaum-Verlag, Wien 2007, ISBN 978-3-85476-242-3.
- Österreich im 20. Jahrhundert (1918 bis 2000). Handbuch zur neueren Geschichte Österreichs, Band 5, ZDB-ID 2285797-7. Studien-Verlag, Innsbruck/Wien/Bozen V2011, ISBN 3-7065-1504-0.

Zeitschriftenaufsätze
- Eine deutsche Geschichte 1938 bis 1945? Österreichische Geschichte zwischen Exil, Widerstand und Verstrickung. In: Zeitgeschichte, Jahrgang 1986, S. 19–38 (online bei ANNO).